# Kecamatan Muncang
Kecamatan Muncang är ett distrikt i Indonesien.   Det ligger i provinsen Banten, i den västra delen av landet, 80 km sydväst om huvudstaden Jakarta.